# Positiv (kirchliche Richtung)
Positiv, die Positiven, die kirchlich-positive Richtung und Ähnliches waren in der zweiten Hälfte des 19. und Anfang des 20. Jahrhunderts Sammelbegriffe für diejenigen Kräfte im deutschen landeskirchlichen Protestantismus, die sich dem theologischen und kirchenpolitischen Liberalismus entgegenstellten.

## Hintergrund
Hintergrund war die historisch-kritische Methode in der Bibelexegese. In der Zeit der Aufklärung löste Hermann Samuel Reimarus den Fragmentenstreit aus. Im 19. Jahrhundert bemühte sich David Friedrich Strauß mit Das Leben Jesu zunächst erfolglos, die Tatsächlichkeit der biblischen Wundererzählungen, insbesondere der Jungfrauengeburt, Höllenfahrt, Auferstehung und Himmelfahrt Jesu Christi in Frage zu stellen. Damit wurden zugleich das Schriftprinzip und die altkirchlichen Bekenntnisse als Grundlagen der kirchlichen Einheit und Organisation des Protestantismus in Zweifel gezogen.
Während manche Theologen auf diese Fragestellungen mit mehr oder weniger offener Preisgabe von Teilen der überlieferten Glaubensaussagen reagierten, öffentlich wahrgenommen vor allem im Apostolikumsstreit – das Spektrum reichte vom theologischen Liberalismus bis zu neuen Formen des Deismus und Pantheismus –, war für die Positiven schon die Reflexion über den Objektgehalt der biblisch-dogmatischen Aussagen ein zerstörerisches Zugeständnis an den Unglauben.
Die theologische Auseinandersetzung verband und überschnitt sich mit den kirchenpolitischen Fragen nach der gesellschaftlichen Stellung und Organisation der evangelischen Kirchen im Kaiserreich, dem landesherrlichen Kirchenregiment und der sozialen Frage. Die Positiven waren überwiegend konservativ.
Die positiv-kirchliche Richtung war ebenso wenig wie der Liberalismus ein geschlossener Block. Es gab zahlreiche Übergangs- und Vermittlungspositionen. In der römisch-katholischen Kirche entsprach ihr der Antimodernismus.

## Presse und Organisationen
Ein wichtiges publizistisches Forum war die Kreuzzeitung. Einflussreich waren auch die Evangelische Kirchenzeitung und die Neue evangelische Kirchenzeitung.
Eine der wichtigsten Organisationen der Positiven war die in der Evangelischen Landeskirche in Preußen seit ihrer Gründung 1876 weitgehend vorherrschende Positive Union mit ihrer gleichnamigen Monatsschrift (1904–1935). Daneben gab es unter anderem die Kirchlich-Positive Vereinigung in Baden (für die Evangelische Landeskirche in Baden, gegründet 1850), die Kirchlich-Positive Vereinigung im Großherzogtum Hessen bzw. Kirchlich-Positive Vereinigung für Hessen (für die Evangelische Landeskirche in Hessen) und die Positive Vereinigung der Pfalz (für die Evangelische Kirche der Pfalz, gegründet 1909).

## Entwicklung
1914 schrieb August Wilhelm Hunzinger über das Verhältnis der „positiv-kirchlich“ Eingestellten zur kritischen Wissenschaft:

„Denn darin liegt vielleicht das bedeutsamste Moment dieser neuesten Entwicklung, daß allmählich auch die gegenwärtige ‚positive‘, ‚kirchliche‘ Theologie, die Tochter der Neuorthodoxie, wenigstens in ihren einflußreichsten und fruchtbarsten Richtungen und Vertretern, sich immer entschlossener und freier dem universal-wissenschaftlichen Zuge der Zeit hingegeben hat, ohne im geringsten die religiösen Werte und Realitäten der Altgläubigkeit mit der Theologie der Altgläubigkeit aufzugeben. Eine ganz neue Kombination ist auf diese Weise im theologischen Leben der Gegenwart entstanden, die Verbindung: ‚modern-wissenschaftlich‘ mit ‚positiv-kirchlich‘. Die Frage, ob diese Kombination durchführbar, zukunftskräftig oder innerlich haltlos und nur ein Übergangsstadium zum Radikalismus ist, gehört zu den allerentscheidendsten Gegenwarts- und Zukunftsfragen der evangelischen Kirche.“

## Literarische Gestaltung
In ihrem Pastorenroman Lennacker (1938) porträtiert Ina Seidel im Kapitel Die elfte Nacht und von zwölfen der elfte Mann: Johann Friedrich Lennacker (1836–1911) einen herausragenden theologischen und gesellschaftlichen Vertreter der Positiven. Dessen Konflikt mit seinem zum religiösen Sozialismus tendierenden Sohn ist eine der Ursachen für das Abreißen der familiären Pastorenreihe.